# Sarcopygme mayorii
Sarcopygme mayorii är en måreväxtart som först beskrevs av William Albert Setchell, och fick sitt nu gällande namn av William Albert Setchell och Erling Christophersen. Sarcopygme mayorii ingår i släktet Sarcopygme och familjen måreväxter. Inga underarter finns listade i Catalogue of Life.